# مایک لوسمان
مایک لوسمان (انگلیسی: Mike Lünsmann؛ زادهٔ ۲۳ نوامبر ۱۹۶۹) بازیکن فوتبال اهل آلمان است.
از باشگاه‌هایی که در آن بازی کرده‌است می‌توان به باشگاه فوتبال زاکسن لایپزیگ، باشگاه فوتبال روت وایس اهلن، و باشگاه شارلوتنبرگ برلین اشاره کرد.